# さぬき市立大川第一中学校
さぬき市立大川第一中学校（さぬきしりつ おおかわだいいちちゅうがっこう）は、香川県さぬき市にあった公立中学校。
2013年にさぬき市立天王中学校と統合されて閉校した。現在はさぬき市立さぬき南中学校となっている。

## 校区
- 旧大川町全域

## 校訓
- 自主 敬愛 勤勉

## 部活動

### 運動部
- ソフトテニス部
- バレーボール部
- 野球部
- 柔道部
- 剣道部

### 文化部
- 音楽部
- パソコン部

## 主な学校行事
- 修学旅行
- 体育祭